# Phymatodes crustacea
Phymatodes crustacea là một loài thực vật có mạch trong họ Polypodiaceae. Loài này được (Copel.) Holttum miêu tả khoa học đầu tiên năm 1993.